# Les Bordes (ruisseau)
Pour les articles homonymes, voir Les Bordes.
Les Bordes, ou le ruisseau des Bordes, est un cours d'eau français qui coule dans le département de l'Allier. C'est un affluent en rive droite de la Veauvre et donc un sous-affluent de la Loire.

## Géographie
Le ruisseau des Bordes présente une longueur de 11,1 kilomètres. Il prend sa source dans la commune du Theil, près du hameau le Cabot à une altitude de 420 m, s'écoule vers le sud-est et se jette dans la Veauvre, dans la commune de Chareil-Cintrat, à une altitude de 254 m.

### Communes traversées
Le ruisseau des Bordes traverse 5 communes de l'Allier, soit de l'amont vers l'aval : Le Theil, Laféline, Fleuriel, Cesset, Chareil-Cintrat.

### Zone hydrographique et affluents
Les bassins hydrographiques sont découpés dans le référentiel national BD Carthage en éléments de plus en plus fins, emboîtés selon quatre niveaux : régions hydrographiques, secteurs, sous-secteurs et zones hydrographiques. Le bassin versant du ruisseau des Bordes s'insère dans la zone hydrographique « La Bouble du Musant (Nc) à la Sioule (Nc)  », au sein du bassin DCE plus large « La Loire, les cours d'eau côtiers vendéens et bretons ». 

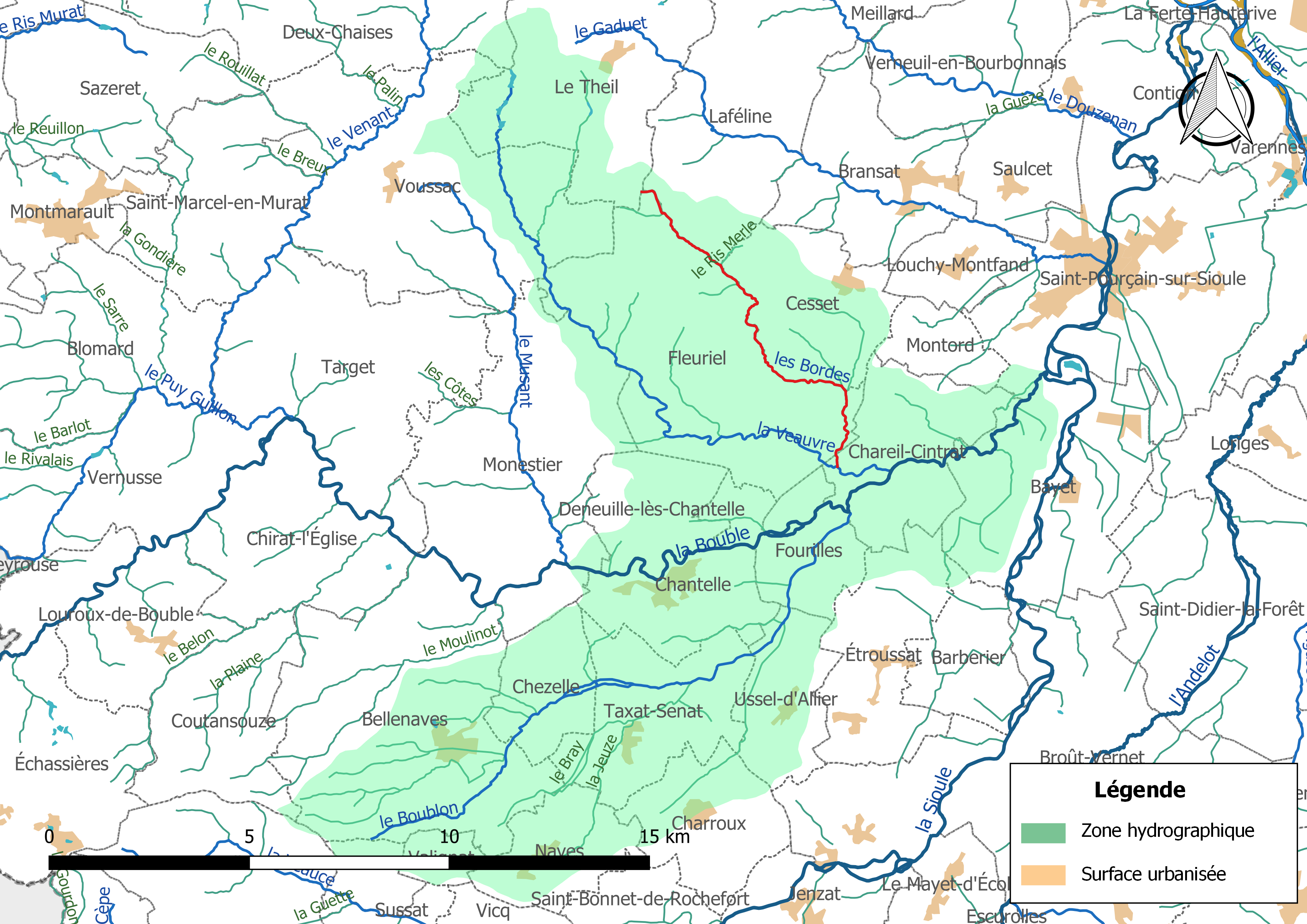
Les Bordes (en rouge) et la zone hydrographique dans laquelle il s'insère.

Le ruisseau des Bordes reçoit le tribut de divers petits affluents de moins de 10 km de longueur.

## Pêche et peuplements piscicoles
Sur le plan piscicole, le ruisseau des Bordes est classé en deuxième catégorie piscicole. L'espèce biologique dominante est constituée essentiellement de poissons blancs (cyprinidés) et de carnassiers (brochet, sandre et perche). 

## Qualité des eaux

### État des masses d'eau et objectifs
Issu de la Directive cadre européenne sur l’eau (DCE) du 23 octobre 2000, le découpage en masses d’eau permet d'utiliser un référentiel élémentaire unique employé par tous les pays membres de l'Union européenne. Une masse d'eau de surface est une partie distincte et significative des eaux de surface, telles qu'un lac, un réservoir, une rivière, un fleuve ou un canal, une partie de rivière, de fleuve ou de canal, une eau de transition ou une portion d’eaux côtières. Pour les cours d’eau, la délimitation des masses d’eau est basée principalement sur la taille du cours d’eau et la notion d’hydro-écorégion. Ces masses d’eau servent ainsi d’unité d’évaluation de l’état des eaux dans le cadre de la directive européenne. Le ruisseau des Bordes fait partie de la masse d'eau codifiée FRGR1794 et dénommée « la Veauvre et ses affluents, depuis la source jusqu'à la confluence avec la Bouble ».
Le schéma directeur d'aménagement et de gestion des eaux (Sdage) Loire-Bretagne est un document de planification dans le domaine de l’eau. Il définit, pour une période de six ans les grandes orientations pour une gestion équilibrée de la ressource en eau ainsi que les objectifs de qualité et de quantité des eaux à atteindre dans le bassin Loire-Bretagne. L'état des lieux 2013 défini dans la SDAGE 2016 – 2021 et les objectifs à atteindre pour cette masse d'eau sont les suivants,,, :

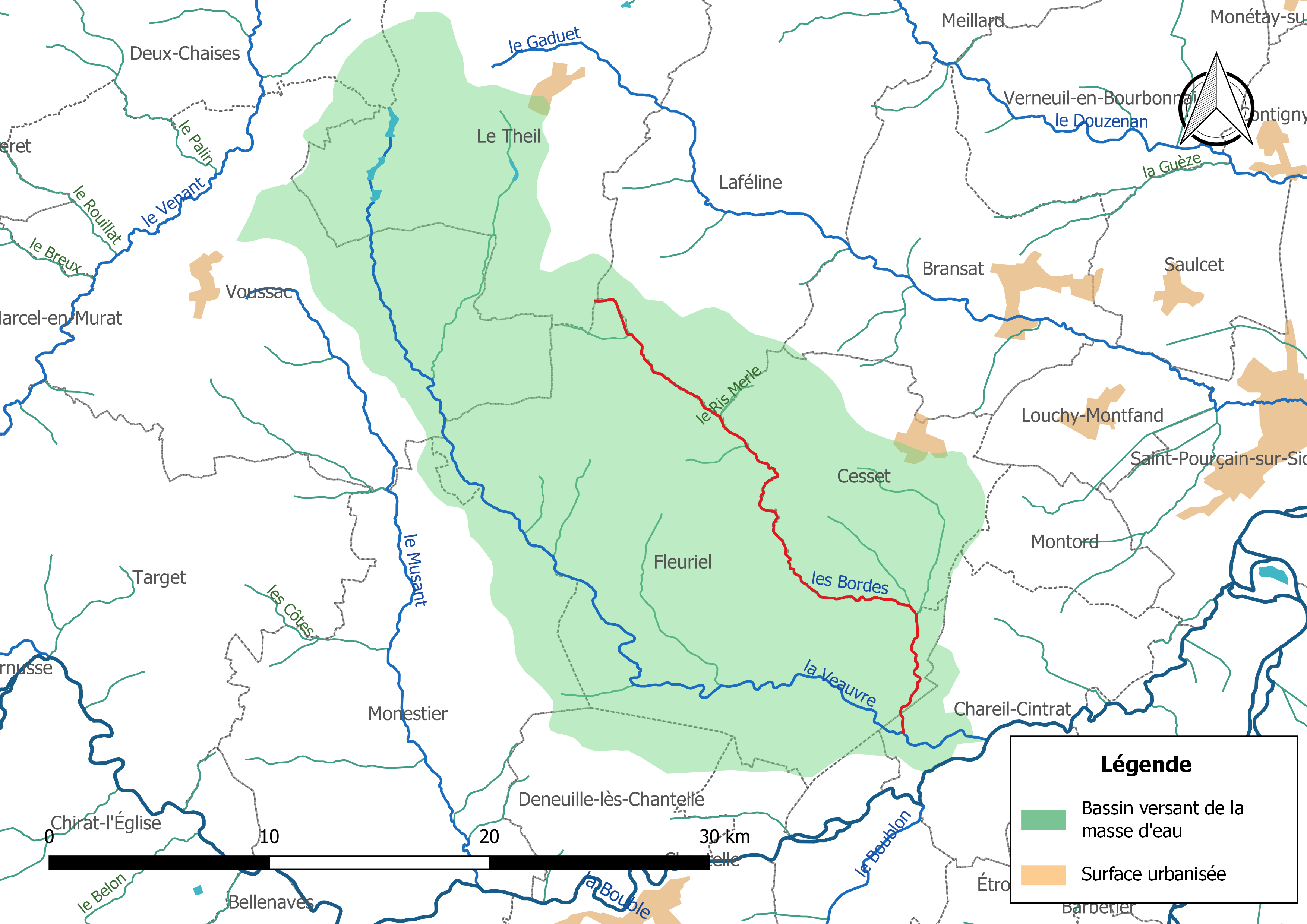
Masse d'eau « FRGR1794 », avec mise en exergue du cours d'eau « le ruisseau des Bordes » (en rouge).

| Code masse d'eau | Libellé masse d'eau                                                                | État écologique 2013 des cours d'eau | État écologique 2013 des cours d'eau | État écologique 2013 des cours d'eau | État écologique 2013 des cours d'eau | Objectifs                  | Objectifs                  | Objectifs                | Objectifs                | Objectifs              | Objectifs              |
| Code masse d'eau | Libellé masse d'eau                                                                | État écologique                      | État biologique                      | État physico-chimie générale         | État Polluants spécifiques           | Objectif d'état écologique | Objectif d'état écologique | Objectif d'état chimique | Objectif d'état chimique | Objectif d'état global | Objectif d'état global |
| ---------------- | ---------------------------------------------------------------------------------- | ------------------------------------ | ------------------------------------ | ------------------------------------ | ------------------------------------ | -------------------------- | -------------------------- | ------------------------ | ------------------------ | ---------------------- | ---------------------- |
| FRGR1794         | la Veauvre et ses affluents, depuis la source jusqu'à la confluence avec la Bouble | Moyen                                |                                      | Bon état                             |                                      | Bon état                   | 2021                       | Bon état                 | ND                       | Bon état               | 2021                   |

## Gouvernance

### Échelon du bassin
En France, la gestion de l’eau, soumise à une législation nationale et à des directives européennes, se décline par bassin hydrographique, au nombre de sept en France métropolitaine, échelle cohérente écologiquement et adaptée à une gestion des ressources en eau. Le ruisseau des Bordes est sur le territoire du bassin Loire-Bretagne et l'organisme de gestion à l'échelle du bassin est l'agence de l'eau Loire-Bretagne.